# Igreja de Panaghia Kapnikarea

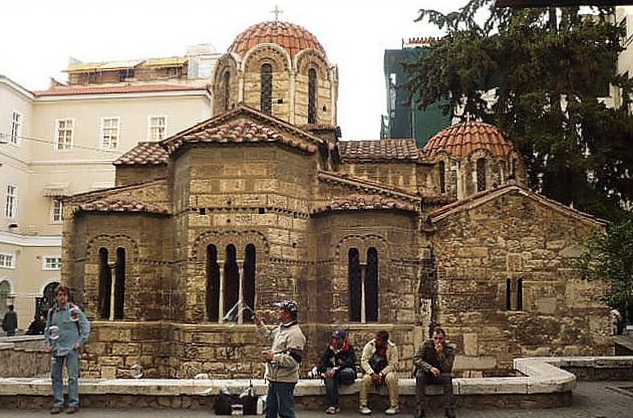
Igreja de Panaghia Kapnikarea

A Igreja de Panaghia Kapnikarea (Εκκλησία της Παναγίας Καπνικαρέας, em grego) é um templo da Igreja Ortodoxa da cidade de Atenas, na Grécia. É uma das mais antigas edificações em seu tipo naquela cidade.
Foi erguida no século XI sobre as ruínas de um antigo templo pagão dedicado a Atena ou Deméter. A planta segue o desenho tradicional em cruz, com três naves a leste e um nártex a oeste. Pouco tempo depois uma capela dedicada a Santa Bárbara foi acrescentada.
Originalmente possuía um pórtico aberto, mas no século XII foi remodelado com um arco e colunas, a recebeu mosaicos decorativos. As paredes são construídas na técnica da cantaria cloisonée, com partes em tijolo. O interior tem rica decoração em afrescos e ícones, alguns antigos, e a maioria modernos, de Photis Contoglou, datando de 1955.